# Умбрієль (супутник)
Умбрієль або Умбріе́ль — супутник планети Уран. Відкрито Вільямом Ласселлом 1851 року, одночасно з Арієлем. Названий на честь гнома — персонажа поеми А. Поупа «Викрадення локона».
Умбрієль є третім за розмірами й найтемнішим серед великих супутників Урана: він відбиває всього 16 % світла, що на нього падає. Поверхня сильно кратерована, але на ньому немає кратерів зі світлими променями, які наявні на інших супутниках Урана, хоча є декілька великих кратерів зі світлим дном. Одне із запропонованих пояснень полягає в тому, що виділення тепла в надрах Умбрієля чомусь було недостатнім, щоб викликати плавлення кори й гравітаційну диференціацію. Тому суміш льоду й темних кам'яних порід залишилася на поверхні в первісному вигляді, а викиди речовини навколо метеоритних кратерів не відрізняються від основної поверхні.
Особливість Умбрієля — незвичайний світлий круг близько 140 км у діаметрі. Його природа невідома, хоча це можуть бути відкладення паморозі, пов'язані з ударним кратером[джерело?].

## Відкриття та назва
Умбрієль виявлено Вільямом Ласселлом 24 жовтня 1851 року разом з іншим супутником Урана, Арієлем. Хоча Вільям Гершель, першовідкривач Титанії та Оберона, заявив наприкінці 18 століття про те, що спостерігав ще чотири супутника Урана, його спостереження не були підтверджені, і Гершеля вважатися відкривачем інших супутників Урана заперечується.
Усі супутники Урана названо на честь персонажів із творів Вільяма Шекспіра й Александра Поупа. Назви всіх чотирьох супутників Урана, відомих на той час, були запропоновані сином Вільяма Гершеля — Джоном — 1852 року на прохання Вільяма Лассела. Умбрієль названо ім'ям меланхолічного гнома з твору Александра Поупа «Викрадення локона». Латинське слово «umbra» означає тінь. Супутник також позначається як Уран II.

## Орбіта
Орбіта Умбрієля пролягає на відстані 266 000 км від Урана. Це третій за віддаленістю із п'яти великих супутників Урана. Нахил орбіти до екватора планети дуже маленький. Орбітальний період Умбрієля дорівнює 4,1 земних діб і збігається з періодом його обертання. Інакше кажучи, Умбрієль — синхронний супутник Урана й завжди обернений до нього одним боком. Орбіта Умбрієля повністю лежить всередині магнітосфери Урана, а атмосфери в нього немає. Тому його задня (по ходу орбітального руху) півкуля постійно бомбардується частинками магнітосферної плазми, які рухаються по орбіті набагато швидше Умбрієля (з періодом, який дорівнює періоду осьового обертання Урана). Можливо, це й призводить до потемніння задньої півкулі, яке спостерігається на всіх супутниках Урана, крім Оберона. Проліт автоматичної міжпланетної станції «Вояджер-2» дозволив виявити поблизу Умбрієля помітне зменшення концентрації іонів магнітосфери Урана.
Оскільки Уран обертається навколо Сонця «на боці», а площина його екватора приблизно збігається з площиною орбіт його великих супутників, зміна пір року на них дуже своєрідна. Кожен полюс Умбрієля 42 роки перебуває у повній пітьмі і 42 роки неперервно освітлений, причому під час літнього сонцестояння Сонце на полюсі майже досягає зеніту. Проліт «Вояджера-2» в січні 1986 року збігся з літнім сонцестоянням над південним полюсом, тоді як майже вся північна півкуля перебувала у пітьмі. Раз на 42 роки — під час рівнодення на Урані — Сонце (і разом з ним Земля) проходить через його екваторіальну площину, і тоді можна спостерігати взаємні затемнення його супутників. Декілька таких подій спостерігалося у 2007—2008 роках, зокрема два покриття Титанії Умбрієлем (15 серпня і 8 грудня 2007 року) і покриття Аріеля Умбрієлем (19 серпня 2007 року).
Наразі в Умбрієля немає орбітального резонансу з жодним із супутників Урана. Однак, можливо, на початку його існування існував резонанс 1:3 із Мірандою. Можливо, це збільшило ексцентриситет орбіти Міранди, і сприяло внутрішньому нагріванню та геологічній активності цього супутника, у той час як на орбіту Умбрієля це практично не вплинуло. Супутникам Урана легше вийти з орбітального резонансу, ніж супутникам Сатурна чи Юпітера, оскільки сплющеність і розмір Урана менші, ніж у більших планет-гігантів. Прикладом є Міранда, яка вийшла з резонансу (з чим, імовірно, і пов'язаний аномально великий нахил її орбіти).

## Склад і внутрішня будова
Умбрієль — третій за розміром і четвертий за масою супутник Урана. Його густина — 1,39 г/см3. З цього випливає, що супутник значною мірою складається з водяного льоду, а щільніші компоненти складають близько 40 % його маси. Ці компоненти можуть бути кам'янистими, а також високомолекулярними органічними сполуками, відомими як толіни. За допомогою інфрачервоної спектроскопії на поверхні виявлено водяний лід. Його абсорбційні смуги на передній півкулі виражені сильніше, ніж на задній. Причини такої асиметрії невідомі, але вважається, що це може бути викликано бомбардуванням поверхні зарядженими частинками з магнітосфери Урана, яке діє саме на задню півкулю (внаслідок спільного обертання планети й плазми). Ці частинки розпилюють лід, розкладаючи метан, який міститься в ньому (і утворюють клатрати) та діють на інші органічні речовини, залишаючи темний залишок, багатий вуглецем.
За допомогою інфрачервоної спектроскопії на поверхні Умбрієля, крім води, виявлено вуглекислий газ, який сконцентрований переважно на задній півкулі супутника. Походження вуглекислого газу не до кінця зрозуміло. Він міг утворитися на поверхні з карбонатів чи органічних речовин під дією сонячного ультрафіолетового випромінювання або заряджених частинок, що надходять з магнітосфери Урана. Останнє може пояснити асиметрію в розподілі вуглекислого газу на поверхні супутника, тому що ці частинки бомбардують саме задню півкулю. Інше можливе джерело CO2 — дегазація водяного льоду в надрах Умбрієля, яка може бути наслідком колишньої геологічної активності супутника.
Умбрієль може бути диференційований на кам'яне ядро й крижану мантію. Якщо це так, то радіус ядра (близько 317 км) становить близько 54 % радіуса супутника, а маса ядра — близько 40 % маси супутника (параметри розраховані виходячи зі складу Умбрієля). У цій моделі тиск у центрі Умбрієля становить близько 0,24 ГПа (2,4 кбар). Сучасний стан крижаної мантії незрозумілий, хоча існування підповерхневого океану вважається малоймовірним.

## Поверхня

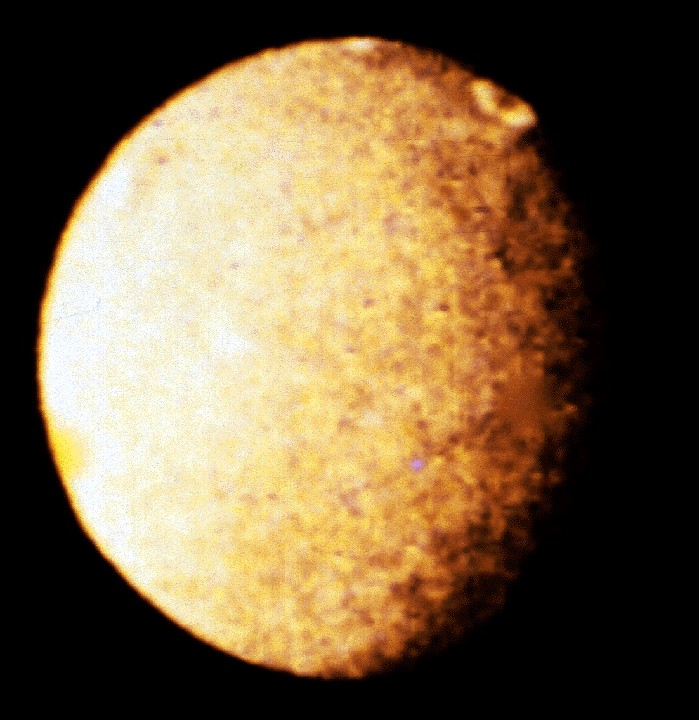
Знімок Умбрієля з використанням фіолетових і світлих фільтрів

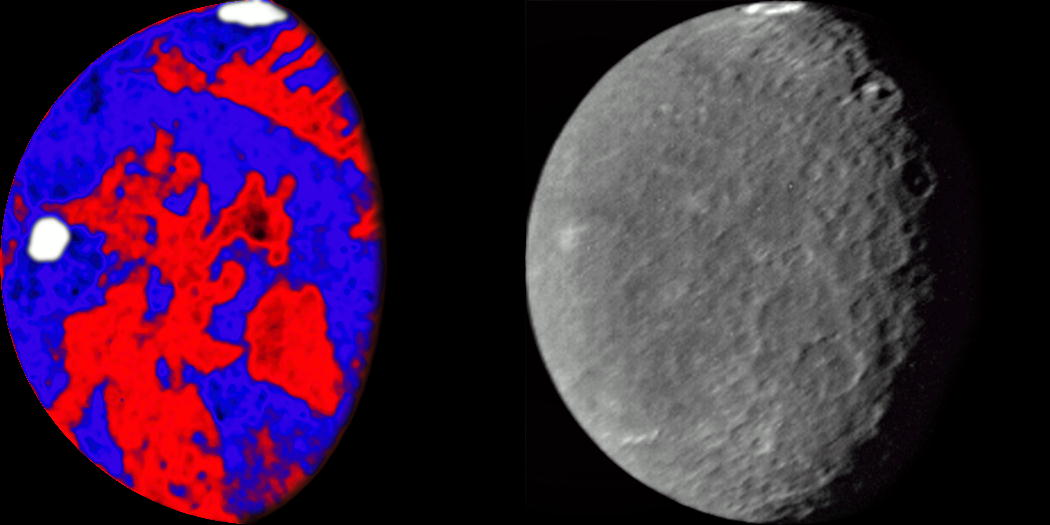
Знімок Умбрієля, на якому виділено ділянки з різним альбедо. Темні ділянки позначено червоним кольором, світлі — синім

Поверхня Умбрієля темніша, ніж поверхня всіх інших супутників Урана, і відбиває менше половини того світла, що відбиває Аріель, хоча ці супутники близькі за розмірами. Умбрієль має дуже низьке альбедо Бонда — лише близько 10 % (для порівняння, в Аріеля воно становить 23 %). Поверхня Умбрієля демонструє опозиційний ефект: при збільшенні фазового кута з 0° до 1° відбивна здатність зменшується з 26 % до 19 %. На відміну від іншого темного супутника Урана — Оберона — поверхня Умбрієля має блакитний відтінок. Молоді ударні кратери (наприклад, кратер Ванда) ще блакитніші. Крім того, передня півкуля трохи червоніша, ніж задня. Це почервоніння, ймовірно, викликане космічним вивітрюванням через бомбардування зарядженими частинками і мікрометеоритами з часів утворення Сонячної системи. Однак асиметрія кольору Умбрієля може бути пов'язана і з акрецією червонуватого матеріалу, що надходить із зовнішньої частини системи Урана (ймовірно, від нерегулярних супутників). Ця речовина має осідати переважно на передній півкулі. Якщо не враховувати цю відмінність півкуль, поверхня Умбрієля відносно однорідна за альбедо та кольором.
| Кратер   | Походження назви                                                      | Координати                                                | Діаметр (км) |
| -------- | --------------------------------------------------------------------- | --------------------------------------------------------- | ------------ |
| Альберіх | Альберіх, карлик із «Пісні про Нібелунгів»                            | 33°36′ пд. ш. 42°12′ сх. д. / 33.6° пд. ш. 42.2° сх. д.   | 52           |
| Фін      | Фін, троль у данському фольклорі                                      | 37°24′ пд. ш. 44°18′ сх. д. / 37.4° пд. ш. 44.3° сх. д.   | 43           |
| Гоб      | Гоб, король гномів                                                    | 12°42′ пд. ш. 27°48′ сх. д. / 12.7° пд. ш. 27.8° сх. д.   | 88           |
| Каналоа  | Каналоа, головний злий дух у полінезійській міфології                 | 10°48′ пд. ш. 345°42′ сх. д. / 10.8° пд. ш. 345.7° сх. д. | 86           |
| Малінгі  | Малінгі (Мутінга), відьма у міфології австралійських аборигенів       | 22°54′ пд. ш. 13°54′ сх. д. / 22.9° пд. ш. 13.9° сх. д.   | 164          |
| Мінепа   | Мінепа, злий дух у народу макуа з Мозамбіка                           | 42°42′ пд. ш. 8°12′ сх. д. / 42.7° пд. ш. 8.2° сх. д.     | 58           |
| Пері     | Пері, злі духи з перської міфології                                   | 9°12′ пд. ш. 4°18′ сх. д. / 9.2° пд. ш. 4.3° сх. д.       | 61           |
| Сетібос  | Сетібос, князь тьми у Патагонії                                       | 30°48′ пд. ш. 346°18′ сх. д. / 30.8° пд. ш. 346.3° сх. д. | 50           |
| Скінд    | Торопига, троль у данському фольклорі                                 | 1°48′ пд. ш. 331°42′ сх. д. / 1.8° пд. ш. 331.7° сх. д.   | 72           |
| Вувер    | Вувер із фінської міфології                                           | 4°42′ пд. ш. 311°36′ сх. д. / 4.7° пд. ш. 311.6° сх. д.   | 98           |
| Воколо   | Воколо, злий дух з вірувань народу бамбара, що живе у західній Африці | 30°00′ пд. ш. 1°48′ сх. д. / 30° пд. ш. 1.8° сх. д.       | 208          |
| Ванда    | Ванда в міфології австралійських аборигенів                           | 7°54′ пд. ш. 273°36′ сх. д. / 7.9° пд. ш. 273.6° сх. д.   | 131          |
| Злидень  | Злидень, злий дух у слов'янській міфології                            | 23°18′ пд. ш. 326°12′ сх. д. / 23.3° пд. ш. 326.2° сх. д. | 44           |

Поверхня супутника сильно кратерована, але на ній немає кратерів із добре помітними світлими променями, на відміну від інших супутників Урана. Одне із запропонованих пояснень цього полягає в тому, що тепла, яке виділялося в надрах Умбрієля в епоху його утворення, чомусь було недостатньо для плавлення кори і гравітаційної диференціації. Тому склад Умбрієля слабко залежить від глибини, і викиди глибинних порід навколо ударних кратерів не відрізняються від основної поверхні. Однак наявність каньйонів показує, що колись на супутнику відбувалися ендогенні процеси; ймовірно, вони призвели до оновлення поверхні та знищення старих форм рельєфу.
Наразі на Умбрієлі назви мають деталі рельєфу лише одного типу — кратери. Їх на цьому супутнику набагато більше, ніж на Аріелі чи Титанії, що вказує на його меншу ендогенну активність. З усіх супутників Урана лише Оберон має більше кратерів, ніж Умбрієль. Діаметри відомих кратерів становлять від кількох кілометрів до 210 кілометрів (для кратера Воколо). Усі вивчені кратери Умбрієля мають центральний пік, але у жодного немає променів.
Одна з головних характерних рис Умбрієля — кратер Ванда з незвичайним світлим кругом на його дні. Це найпримітніша геологічна структура — діаметр кратера становить близько 131 км. Яскраве кільце на дні кратера, мабуть, складається з порід, вибитих із надр Умбрієля ударною дією. У сусідніх кратерів, таких як Вувер і Скінд, немає таких кілець, але є яскраві центральні піки. Дослідження лімба Умбрієля виявило структуру, яка може бути дуже великим кратером (діаметром близько 400 км і глибиною близько 5 км).
Поверхня Умбрієля, як і інших великих супутників Урана, вкрита системою каньйонів, які простягаються з північного сходу на південний захід. Однак вони поки що не мають назв, оскільки роздільність знімків недостатня для якісного геологічного картування.
Поверхня Умбрієля не змінювалася після пізнього важкого бомбардування, тому на ній дуже багато кратерів. Єдині ознаки ендогенної активності — каньйони й темні багатокутники (ділянки складної форми діаметром від десятків до сотень кілометрів). Ці багатокутники були виявлені з допомогою точної фотометрії знімків «Вояджера-2». Вони розподілені більш-менш рівномірно по всій поверхні Умбрієля з переважною орієнтацією з північного сходу на південний захід. Деякі такі ділянки відповідають низовинам до кількох кілометрів у глибину і, можливо, є результатом ранньої тектонічної активності. Наразі немає пояснення, чому поверхня супутника така темна й однорідна. Можливо, вона вкрита тонким шаром темного матеріалу, винесеного на поверхню метеоритними ударами або викинутого вулканами. За іншою версією, кора Умбрієля може повністю складатися з темної речовини, що робить неможливим появу яскравих викидів навколо кратерів. Однак цьому, можливо, суперечить наявність яскравого кільця в кратері Ванда.

## Походження та еволюція
Як і всі великі супутники Урана, Умбрієль, ймовірно, сформувався з акреційного диска газу й пилу, який або існував навколо Урана протягом якогось часу після формування планети, або з'явився при потужному зіткненні, яке, швидше за все, і дало Урану дуже великий нахил осі обертання. Точний склад туманності невідомий, однак вища густина супутників Урана у порівнянні з супутниками Сатурна вказує на те, що ця туманність, ймовірно, містила менше води. Значні кількості вуглецю і азоту, можливо, були наявні у вигляді монооксиду вуглецю (CO) і молекулярного азоту (N2), а не аміаку й метану. Супутник, що формувався в такій туманності, повинен містити меншу кількість водяного льоду (з клатратами CO і N2) і більшу кількість кам'янистих порід, а тому мати вищу густину.
Утворення Умбрієля шляхом акреції, ймовірно, тривало протягом кількох тисяч років. Зіткнення, що супроводжували акрецію, викликали нагрівання зовнішніх шарів супутника. Максимальна температура (близько 180 K) була досягнута на глибині близько 3 км. Після завершення формування зовнішній шар охолонув, в той час як внутрішній почав нагріватися через розпад радіоактивних елементів, що містилися в його породах. Поверхневий шар за рахунок охолодження стискався, у той час як внутрішній за рахунок нагрівання розширювався. Це викликало в корі Умбрієля сильні механічні напруження, які могли призвести до утворення розломів. Цей процес мав тривати близько 200 млн років. Таким чином, ендогенна діяльність на Умбрієлі мала припинитися кілька мільярдів років тому.
Тепла від початкової акреції і подальшого розпаду радіоактивних елементів могло вистачити для плавлення льоду, якщо в ньому є які-небудь антифризи (наприклад, аміак у вигляді гідрату аміаку і сіль). Танення могло призвести до відділення льоду від каменю і формування кам'яного ядра, оточеного крижаною мантією. На межі ядра й мантії міг утворитися шар рідкої води (океан), насичений розчиненим аміаком. Евтектична температура цієї суміші дорівнює 176 К. Якщо температура океану була нижча від цього значення, то він мав давно замерзнути. Серед усіх супутників Урана Умбрієль найменше піддавався дії ендогенних процесів перетворення поверхні, хоча ці процеси могли впливати на Умбрієль (як і на інші супутники) на початку його існування. На жаль, відомостей про Умбрієль досі дуже мало і вони значною мірою обмежені дослідженнями, виконаними «Вояджером-2».

## Дослідження

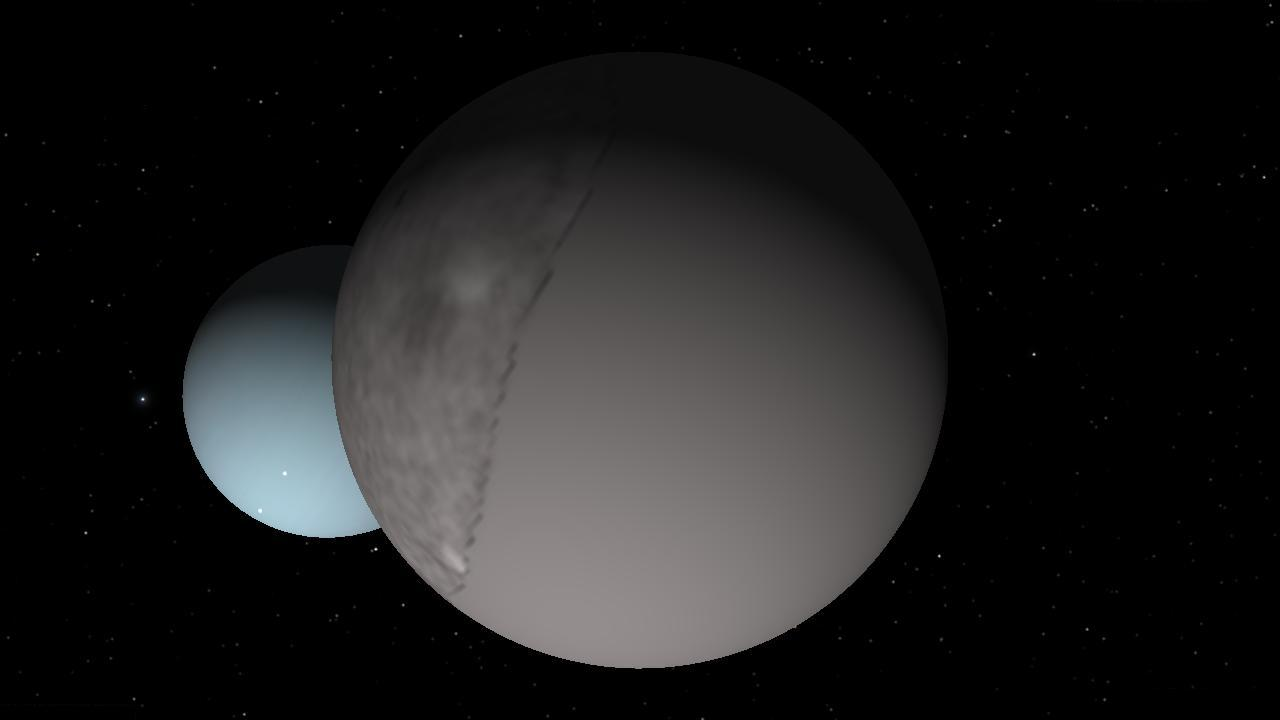
Графічна реконструкція часткового покриття Урана Умбрієлем

Єдині на сьогоднішній день зображення Умбрієля великим планом були отримані «Вояджером-2», який сфотографував супутник під час досліджень Урана у січні 1986 року. Найменша відстань до супутника становила 325 000 км, і найдетальніші знімки мають роздільність 5,2 км. Зображення покривають лише 40 % поверхні, і лише 20 % зняті з якістю, достатньою для геологічного картування. Під час прольоту південна півкуля Умбрієля (як і інших супутників) була обернена до Сонця, а північна півкуля не було освітлена і не могла бути вивчена. Ні Уран, ні Умбрієль не відвідували інші міжпланетні зонди, не планується відвідування і в найближчому майбутньому.